# Jean Marie Auel
Jean Marie Auel [dʒiːn məˈriː ˈaʊl] (ur. 18 lutego 1936 w Chicago) – amerykańska pisarka pochodzenia fińskiego, znana z cyklu powieściowego o ludziach przedhistorycznych zatytułowanego Dzieci Ziemi. 

## Życiorys
Była drugim z pięciorga dzieci małżeństwa Untinen. Po wstępnych studiach wyszła za Raya Bernarda Auela i również wychowała pięcioro dzieci. Ukończyła katolicki Uniwersytet Portland (Oregon). W 1964 roku została członkinią Mensy.
Przez długie lata była pracownikiem umysłowym w różnych przedsiębiorstwach i na różnych stanowiskach. W 1977 r. rozpoczęła zbieranie materiałów potrzebnych do napisania książki o epoce lodowej. Odbyła również kurs sztuki przetrwania (survival), podczas którego chciała zapoznać się ze sposobami życia w warunkach prymitywnych. Za swój debiut (Klan Niedźwiedzia Jaskiniowego) zyskała szereg nominacji do nagród, m.in. nominację Amerykańskiego Stowarzyszenia Księgarzy (American Booksellers Association) za „najlepszą pierwszą powieść autora”. Utwór zekranizowano w 1986 r. (reż. Michael Chapman). Sukces ten umożliwił jej odbycie podróży w celu poznania europejskich miejsc i zabytków przedhistorycznych (od Francji aż po Ukrainę) oraz nawiązania kontaktów z naukowcami. 
Pisarkę w szczególności interesuje problem stykania się i wzajemnego przenikania wczesnych przedstawicieli gatunku człowieka rozumnego: neandertalczyka i człowieka kromaniońskiego. Do 2010 r. jej książki przetłumaczono na 28 języków oraz sprzedano w łącznym nakładzie ok. 45 mln egzemplarzy.

## Powieści
Cykl Dzieci Ziemi
- 1980: Klan Niedźwiedzia Jaskiniowego (The Clan of the Cave Bear)
- 1982: Dolina koni (The Valley of Horses)
- 1985: Łowcy Mamutów (The Mammoth Hunters)
- 1990: Rzeka powrotu (The River of Return)
- 1990: Wielka wędrówka (The Plains of Passage)
- 2002: Kamienne sadyby (The Shelters of Stone)
- 2011: Kraina jaskiń (The Land of Painted Caves)